# Costin Lazăr
Costin Lazar, född 24 april 1981 i Bukarest, Rumänien, är en rumänsk före detta fotbollsspelare som spelade som defensiv mittfältare. 
Han började sin karriär i Sportul Studențesc. Lazăr har totalt representerat det rumänska landslaget i 32 landskamper. På klubblagsnivå spelade han för bland andra Rapid Bukarest och PAOK.